# Anna Alfrida Storm
Anna Alfrida Storm, född 2 juli 1896 i Sverige, död 1967, var en svensk målare och konsthantverkare.
Storm studerade där konst för landskapsmålaren Arthur Wesley Dow vid Columbia University. Hon var under 1920-talet bosatt i Evanston, Illinois och under somrarna var hon verksam som lärare vid konstavdelningen på State Teachers College i Greely, Colorado. Vid en konstutställning i Seattle tilldelades hon ett första pris för sina målningar. 